# من تونیا هستم
من تونیا هستم (به انگلیسی: I, Tonya) یک فیلم کمدی سیاه مستندنمای ورزشیِ زندگی‌نامه‌ای آمریکایی به کارگردانی کریگ گیلسپی و نویسندگی استیون راجرز است که در سال ۲۰۱۷ منتشر شد. از بازیگران آن می‌توان به مارگو رابی در نقش اسکیتر نمایشی تونیا هاردینگ، سباستین استن، جولیان نیکلسون، بوجانا نوواکوویچ، بابی کاناوله و الیسون جنی اشاره کرد.
نخستین نمایش جهانی من تونیا هستم در تاریخ ۸ سپتامبر ۲۰۱۷ و در طی جشنواره بین‌المللی فیلم تورنتو بود، این فیلم توسط نئون در ۸ دسامبر ۲۰۱۷ اکران گسترده خود را در ایالات متحده و دیگر کشورها آغاز کرد. این فیلم ۵۳ میلیون دلار فروش داشت و نقدهای مثبتی کسب کرد. جنی برای نقش‌آفرینی در آن برندۀ جایزه اسکار بهترین بازیگر نقش مکمل زن شد. رابی نیز نامزد جایزه اسکار بهترین بازیگر زن شد و خود فیلم نامزد جایزه اسکار بهترین تدوین شد.

## داستان
تونیا هاردینگ (با بازی مارگو رابی) دختر اسکیت بازی است که مادرش از کودکیش مربی او بوده ولی با تمسخر کردن و آزار و اذیت او مجبورش کرده‌است به این رشتهٔ ورزشی علاقه پیدا کند. زمانی که او با پسری که در حال تماشای بازیش بوده‌است آشنا می‌شود و با او ازدواج می‌کند تازه می‌فهمد چه کار مزخرفی انجام داده‌است. بنابراین تصمیم می‌گیرد که دوباره در مسابقات اسکیتی که بازنده می‌شد شرکت کند.